# NGC 6339
NGC 6339 ist eine  Balkenspiralgalaxie vom Hubble-Typ SBcd im Sternbild Herkules und etwa 102 Millionen Lichtjahre von der Milchstraße entfernt.
Sie wurde am 21. April 1887 von Lewis A. Swift entdeckt.